# 1204
سنة 1204 هي سنة كبيسة تبدأ يوم الخميس

## مواليد
- أبو البقاء الرندي.
- أبو عثمان سعيد بن الحكم القرشي.
- إبراهيم السويدي.
- هنري الأول ملك قشتالة.

## وفيات
- أبو اسحق البطروجي.
- أبو العباس السبتي.
- أبو طاهر السجاوندي.
- موسى بن ميمون.
- ألكسيوس الرابع أنجيلوس.
- ألكسيوس الخامس دوكاس.
- إسحاق الثاني.
- إليانور آكيتيان.
- ابن الياسمين.
- سليمان شاه الثاني.
- موسى بن ميمون.
- هاكون الثالث ملك النرويج.